# Коханович, Григорий
Григорий Коханович (1750 — 1814) — униатский митрополит Киева. Родился на территории Белоруссии, обучался теологии в Вильне. В 1798 году Полоцкий униатский епископ Ираклий Лисовский назначил его своим викарием. В 1807 году стал епископом Луцким. В 1809 году российский император Александр I назначил Григория Кохановича главой российских греко-католиков. В отличие от своих предшественников, не принимал монашеских обетов. В связи с Наполеоновскими войнами не получил поддержки со стороны Ватикана. В 1811 году в Софийском соборе Полоцка введен в должность. В ходе Наполеоновского нашествия были попытки низложить Кохановича со стороны василианского ордена. Преемником стал Иосафат (Булгак)